# A-Klarinette

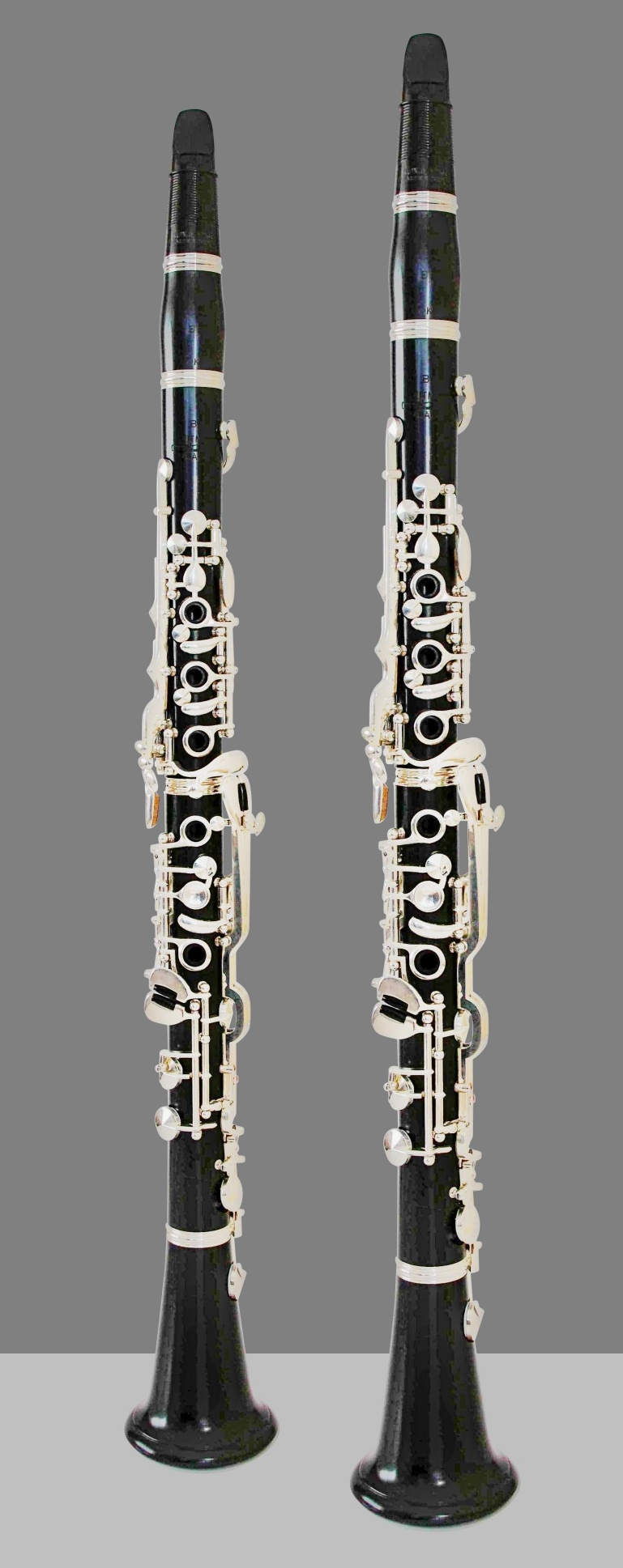
Die A-Klarinette (rechts, neben der B-Klarinette).

Die A-Klarinette ist eine Bauform der Klarinette, die einen Halbton tiefer gestimmt und daher etwas länger ist als die gewöhnliche Sopran-Klarinette in B. Sie wird bis heute im klassischen Orchester neben der B-Klarinette verwendet. Klarinettisten wechseln ab zwischen diesen beiden Instrumenten und verwenden dazu oft dasselbe Mundstück.
Vom späten 18. bis zum frühen 19. Jahrhundert mussten die Klarinettisten ebenso wie die Blechbläser zwischen einer Vielzahl verschieden gestimmter Instrumente wechseln. Die heutige Situation ist ein Rest dieser Tradition und hat im Wesentlichen noch folgende praktische Gründe:
Die meisten Orchesterstimmen in der Musikliteratur des 19./20. Jahrhunderts verlangen abwechselnd A- und B-Klarinetten, sodass ein Halbton transponiert werden müsste, wenn das entsprechende Instrument nicht zur Verfügung steht (was viele Klarinettisten allerdings beherrschen). Dadurch werden Tonarten mit vielen Vorzeichen vermieden.
Die A-Klarinette klingt etwas wärmer und weniger brillant als die B-Klarinette, was manchmal von Komponisten gefordert wird, manchmal auch den Spielern für die Gestaltung entsprechender Passagen entgegenkommt, ohne dass dieses Instrument vorgeschrieben wäre. Die tiefste Note auf der A-Klarinette, das kleine Cis (Des), kann zudem von den meisten B-Klarinetten nicht gespielt werden. Bei deutschen B-Klarinetten wäre hierzu eine sog. Tief-es-Verlängerung notwendig, die zwischen Schallbecher und Unterstück eingesetzt und über die Bechermechanik (Resonanzklappe am Schallbecher) bedient wird.